# Izuhakone Railway
Izuhakone Railway (伊豆箱根鉄道, Izuhakone Tetsudō) est une entreprise de transport japonaise, opérant dans les préfectures de Kanagawa et Shizuoka.

## Transports

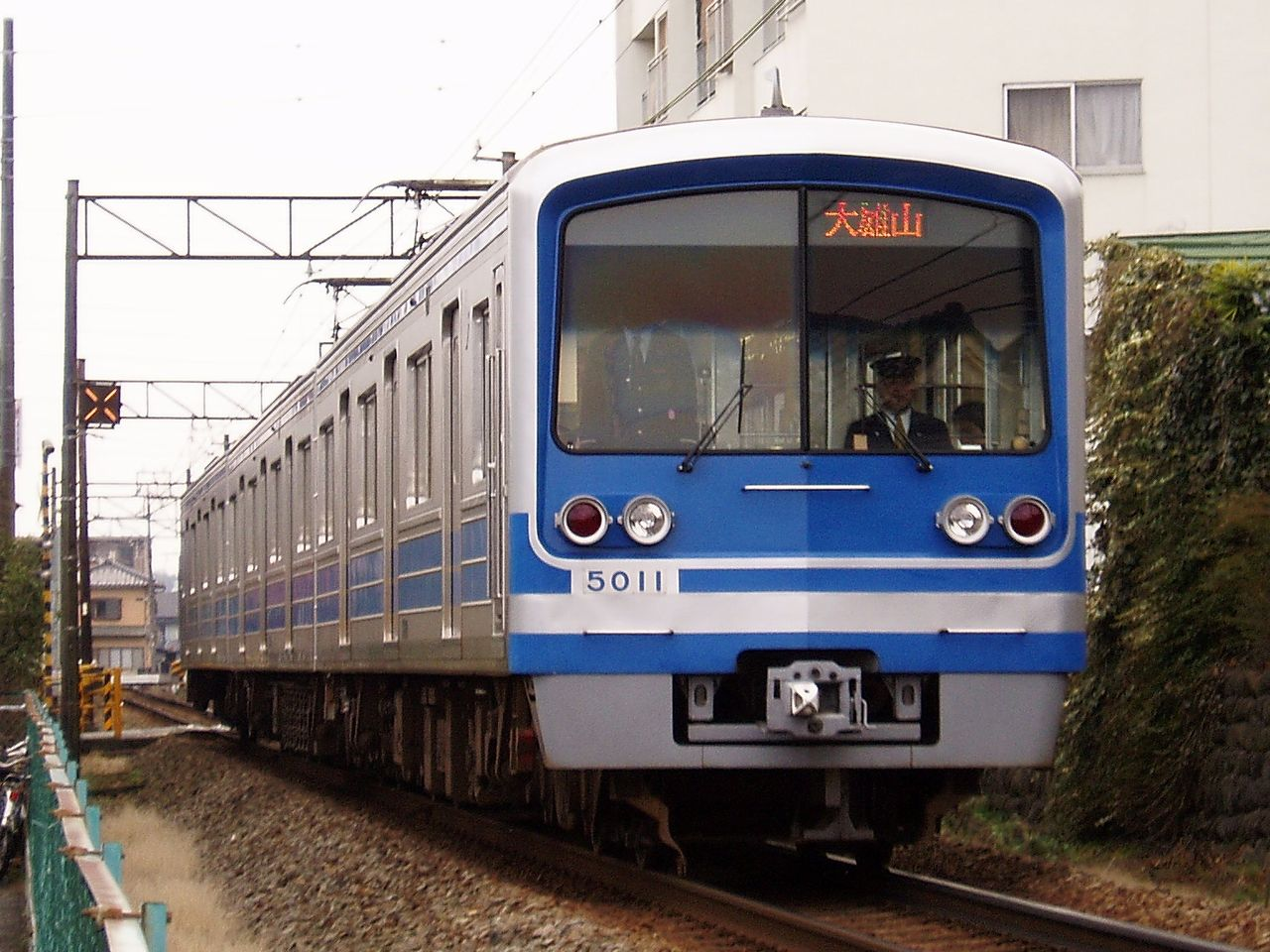
Izuhakone Railway série 5000

L'entreprise est présente dans le transport ferroviaire, routier (bus et taxi) lacustre, maritime et possède un téléphérique.
- Lignes ferroviaires[2] :

| Ligne          | Nom japonais | Terminus           | Longueur (km) | Gares |
| -------------- | ------------ | ------------------ | ------------- | ----- |
| Ligne Daiyūzan | 大雄山線     | Odawara - Daiyūzan | 9,6           | 12    |
| Ligne Sunzu    | 駿豆線       | Mishima - Shuzenji | 19,8          | 13    |

- Funiculaire :
  - Funiculaire Jukkokutōge (jusqu'en 2021)

- Téléphérique :
  - Téléphérique Hakone Komagatake

- Navigation :
  - Les croisières Ashinoko-Yuransen, desservant le point de contrôle Hakone-Sekisho-ato, Moto-Hakone, le parc Hakone-en et Kojiri sur le lac Ashi[3].